# Ira di Dio
Solvet sæclum in favilla,

Teste David cum Sybilla.»
fonderà il mondo nel fuoco:

lo attestano Davide e la Sibilla.»
(Dies Irae )

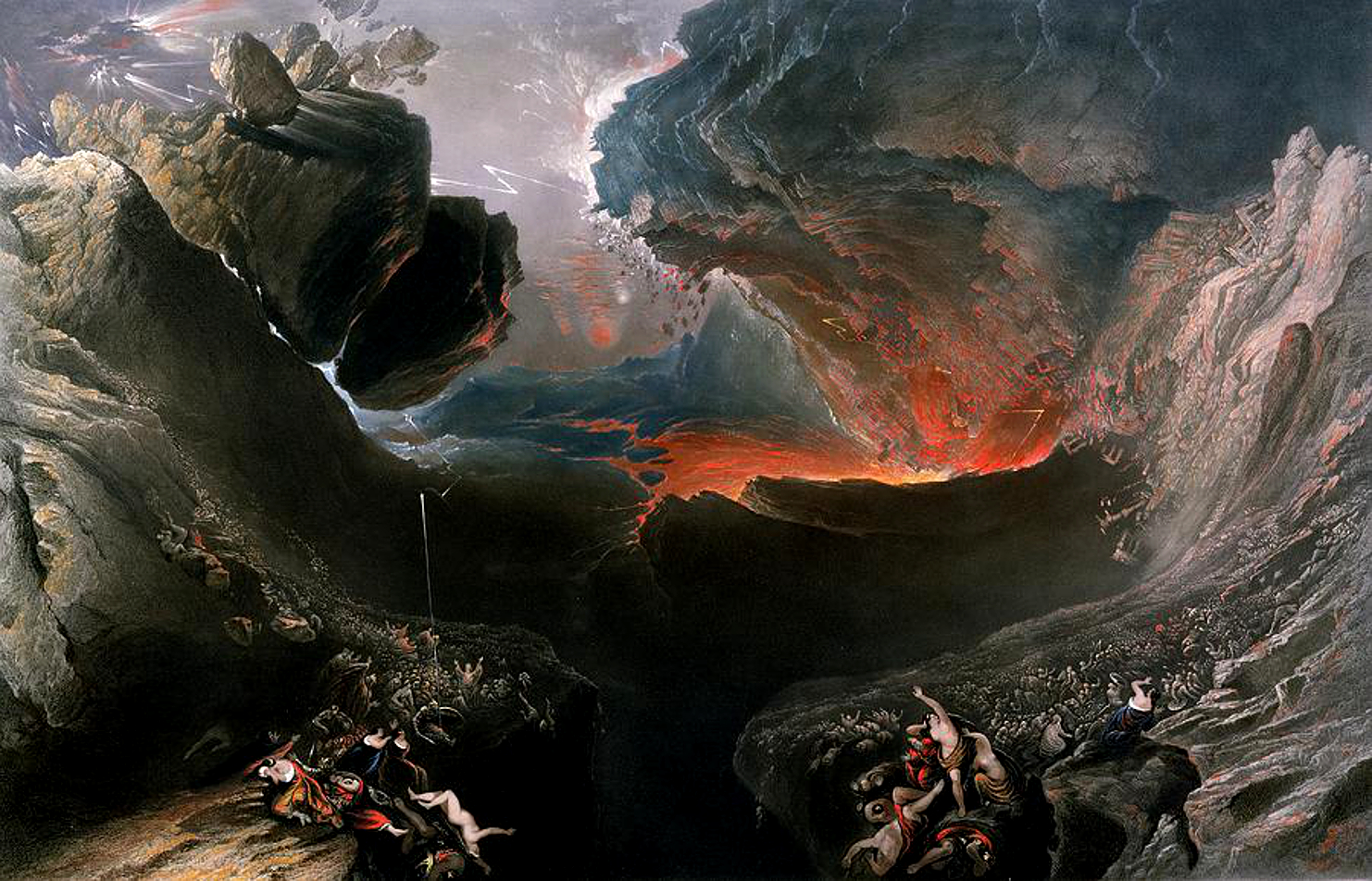
John Martin, Il grande Giorno della Sua ira (1853).

L'espressione ira di Dio, nella teologia biblica e cristiana, indica la radicale ripugnanza, intolleranza e opposizione manifestata da Dio verso tutto ciò che è peccato.
Sebbene l'amore sia inerente alla natura del Dio biblico, la sua ira è qualcosa che viene suscitato dalla malvagità delle creature umane. Il peccato offende gravemente il suo amore e la sua benignità, è un affronto alla sua misericordia. Esso, quindi, suscita la sua ira. L'ira di Dio è considerata dalla Bibbia come un'opera "singolare" ed "inaudita". La misericordia di Dio è inerente al suo stesso carattere, ma l'ira di Dio è effetto del peccato.

## L'ira di Dio nelle Scritture
L'ira di Dio non è una retribuzione impersonale e automatica del peccato, una legge astratta, come da un semplice processo di causa ed effetto. L'ira di Dio, nell'Antico Testamento è espressione della libera, soggettiva e personale volontà di Dio che attivamente punisce il peccato. Nel Nuovo Testamento, allo stesso modo, l'ira di Dio è una reazione personale di Dio, non un'ipostasi indipendente.

Di fronte al male, Dio non sfugge alla responsabilità di eseguire il suo giudizio. A volte egli dimostra la sua ira nel modo più personale: 
Alcuni esempi dell'ira di Dio nelle Scritture:
- diluvio universale, dal quale si salvò Noè;
- episodio del vitello d'oro, idolo pagano costruito dai seguaci di Mosè durante la sua assenza;
- Sodoma e Gomorra distrutte dall'ira divina perché Dio non vi trovò nemmeno un solo uomo giusto;
- sconfitte di Israele in battaglia come contro i Filistei (perdita dell'Arca dell'Alleanza,[4]);
- Nabucodonosor che distrugge il Primo Tempio, imponendo di adorare la statua d'oro, ma davanti al fuoco che non li arde, si converte al Dio di  Sadràch, Mesàch, Abdènego[5], e il suo popolo non subisce castigo;
- la distruzione del Secondo Tempio e l'Assedio di Gerusalemme (70).

Dio in quanto eterno e immutabile, e a sua volta la Sua volontà non è nota né scrutabile da alcuno, se non quando è il Verbo stesso che la rende manifesta, come nel passo citato:
- nella storia passata narrata nella Bibbia (e non),
- nelle profezie sul futuro,
- negli uomini che, illuminati da Dio e dagli angeli, ne forniscono l'interpretazione unica, vera, retta, non contraddittoria, logica e coerente 
  -  con la natura immutabile di Dio nota alla teologia, 
  -  con l'unità del Verbo rivelatosi nella Bibbia, 
  -  con l'ordine divino e naturale del creato, fin dal principio, e dispiegatosi nella storia dell'intero genere umano, 
  -  con le parole e opere dei singoli Santi.[senza fonte]

Nel Nuovo Testamento, brani come Giovanni 3,36 Romani 1,18, Efesini 5,6, Colossesi 3,6, Apocalisse 19,15, 11,18, 14,10, 6,16 16,19, Romani 9,22, essa è specificatamente descritta come ira di Dio, la Sua ira, la Tua ira, o l'ira dell'Agnello.

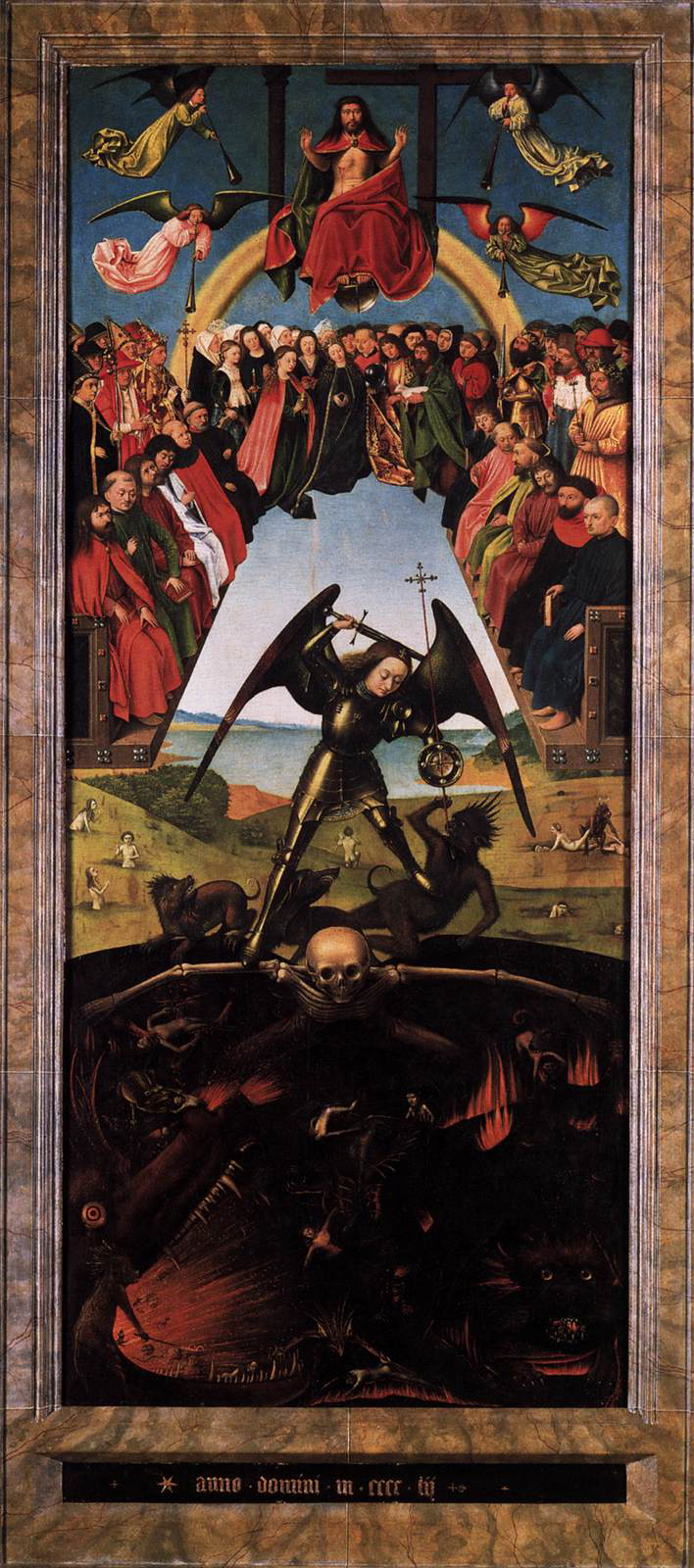
Petrus Christus, Giudizio universale

La lettera ai Romani è molto esplicita sull'ira di Dio: 

Nella seconda lettera ai Tessalonicesi, l'apostolo Paolo non lascia alcun dubbio pure sull'espressione ultima dell'ira del Cristo: 
Quando la Bibbia rappresenta l'ira di Dio, essa non è tanto un'emozione o uno stato psicologico alterato, quanto la netta opposizione fra santità e peccato. Di conseguenza, l'ira di Dio si vede dagli effetti che produce, nel fatto che Dio punisca il peccato sia in questa vita che nella prossima. Questi giudizi includono pestilenza, morte, esilio, distruzione di città malvagie, indurimento del cuore e l'esclusione di persone dal popolo di Dio a causa della loro idolatria o incredulità.

L'ira di Dio raggiunge l'aldilà. Questo lo si vede chiaramente quando Gesù descrive il castigo eterno, l'inferno di fuoco, 
 Il giorno della finale ira di Dio sul peccato, il giorno del giudizio contro il peccato è la sua condanna irrevocabile del peccatore impenitente.

L'ira di Dio nell'Antico Testamento è controbilanciata dalla descrizione che fa del Signore come 
 oppure nel seguente Salmo
Di conseguenza, il modo per sfuggire alla legittima ira di Dio è abbondantemente presente sia nella tradizione ebraica sia in quella cristiana. È l'amore di Dio che provvede alla creatura umana una via di fuga. Egli chiama le creature umane a ravvedersi dai loro peccati per ricevere perdono e riabilitazione. Egli riceve l'intercessione di Abramo, Mosè, Eleazar, Geremia in favore del popolo peccatore e stabilisce (nell'Antico Testamento il sistema sacrificale mediante il quale la sua ira può essere fatta cessare. Nel Nuovo Testamento sono gli appelli alla fede, al ravvedimento, e al battesimo nel nome del Signore (che ci salva dall'ira a venire).

L'apostolo Paolo scrive a proposito della fede in Cristo: 
Nella Bibbia si menziona anche "l'ira dell'Agnello", ossia di Gesù Cristo, che pure prende su di sé i peccati del mondo, ed è «venuto fra gli uomini non per giudicare, ma per salvare» (Giovanni 12,47).
Dopo la Pentecoste e Ascensione alla destra del Padre, l'ira di Gesù Cristo è quella presente nell'Apocalisse di Giovanni, da interpretare ora nella storia umana dell'età contemporanea, coi fatti che precedono la seconda venuta di Cristo e il Giudizio finale. Per quel tempo, tornerà una seconda volta nella veste di Giudice, ma sempre mantenendo quella misericordia divina, che farà precedere il giudizio da fatti sovrannaturali clamorosi e di portata tale da indurre ovunque nel mondo la conversione, il pentimento e perdono, e la salvezza del maggior numero possibile di persone.